# غوستافو غارسيا (لاعب كرة قدم)
غوستافو غارسيا (بالبرتغالية: Gustavo Garcia‏) هو لاعب كرة قدم برازيلي في مركز الدفاع، ولد في 2002 في ساو باولو في البرازيل.

## وصلات خارجية
- غوستافو غارسيا (لاعب كرة قدم) على موقع قاعدة بيانات كرة القدم.إي يو (الإنجليزية)
- غوستافو غارسيا (لاعب كرة قدم) على موقع Soccerway.com (الإنجليزية)